# گاه‌شماری مصری
گاه‌شماری مصری (یا سال مصریان) بی‌گمان در ایام بسیار دور قمری بوده‌است. مصریان باستان با دریافت نظم مشخص طغیان نیل، و همچنان طلوع منظم ستاره شعری از آن به عنوان معیاری برای گذشت زمان استفاده کردند. آن‌ها از تقویمی خورشیدی-نجومی استفاده می‌کردند که در آن یکسال شامل ۱۲ ماه ۳۰ روزه بود. آن‌ها متوجه شده بودند که به تدریج تغییر فصل در روزهای غیرمشابه سال انجام می‌شد و گویی زمان تغییر فصل در تقویم در حال حرکت می‌باشد. در حدود ۴۰۰۰ سال پیش از میلاد تصمیم گرفتند که در پایان هر سال ۵ روز به سال اضافه کنند تا مشکل تغییر فصل را حل کنند. این ۵ روز برای آن‌ها جز روزهای جشن و تعطیلات محسوب می‌شد و در این روزها کار نمی‌کردند. در حقیقت از ابتدای تاریخ مصر یعنی سلسلهٔ اول فراعنه سال شمسی و ۳۶۵ روزه بوده‌است که ۳۶۰ روز ایام ثابت سال و پنج روز خمسه مسترقه (Epahomene) داشتند که مؤلفین اسلامی آن را ابوغمنا می‌نامیدند. در کنار سال و ماه شمسی حساب و شمار و ماه قمری را نیز نگاه می‌داشتند و هرگاه روز معینی از ماه قمری با همان روز از سال شمسی برخورد و تقارن می‌یافت آن روز را جشن می‌گرفتند و این شباهت بسیاری با مطابقت نام روز و ماه ایرانی دارد که آن را طی هر ماه جشن می‌گرفتند. تقسیم سال به هفتاد و دو خمسه یا هفتاد و دو واحد پنج روزه چون بابل و آشور و ایران معمول بود و هم چنین سال را به سی و شش قسمت ده روزه بخش می‌کردند که ماه توت مصری محسوب می‌شد. روزهای خمسه مسترقه ایامی نحس محسوب می‌شد و هر روز نامی داشت منسوب به یکی از خدایان و این پنج روز عید ارواح و مردگان به‌شمار می‌آمد که شباهت تامی با همان پنجه دزدیده در گاه‌شماری اوستایی نو دارد.
پاپیروس‌های مصری نشان می‌دهد که مصریان باستان مدت زمان گردش زمین بدور خورشید را دقیقاً معادل ۳۶۵ و یک چهارم روز تعیین کرده بودند ولی برای حل مشکل کسری یک چهارم روز اندیشه خاصی نکرده بودند. به همین دلیل پس از گذشت ۱۴۶۰ سال خورشیدی - معادل چهار بازه ۳۶۵ سال خورشیدی - تعداد سال‌های گذشته شده مصری معادل ۱۴۶۱ سال می‌شد. دور کبیسهٔ بزرگ را در هر ۱۴۶۰ سال چون بابلیان حساب می‌کردند که در طی این مدت که آن را دورهٔ سوثی (Sothiquedh) یا شعرایی می‌نامیدند ماه توت دوباره در جای اصلی خود قرار می‌گرفت چون دور بزرگ کبیسه در ایران که ۱۴۴۰ سال بود و اعتدال ربیعی به تقریب در جای اصلی خویش قرار می‌گرفت. مصریان در اولین روز پس از آغاز سپری شدن این دور جشن بزرگ برپا می‌کردند. اما هم چنان‌که به موازات سال سیار یا سال شمسی ناقصه (۳۶۵ روز بدون حساب کسر) در ایران میان موبدان حساب و شمار یک سال ثابت و دقیق شمسی جهت تعیین مواقع اصلی درو و خرمن و هنگام‌های فصلی اصلی رایج بود، نزد کاهنان مصری نیز نگاهداشت چنین سال ثابت شمسی جهت اعلان مواقع درو و خرمن رواج داشت که هنگام آن را با اولین طلوع صبحی ستاره شعرا مشخص می‌کردند.
همان تعصباتی که میان ایرانیان به لحاظ دین در حفظ روز و سال و ماه ناقص شمسی وجود داشت در مصر نیز برقرار بود. سال ۳۶۰ روز و هر ماه سی روزه نامزد به سی نام خدایان بود و چنان‌که گذشت پنجه دزدیده نیز پنج نام از خدایان داشت. هر روز دعا و نیایشی ویژه داشت یا جشنی مخصوص بود که جایز نبود از جای خودش حرکت کند. این عصبیت تا آن حد بود که حتی فرعون لازم بود پیش از به تخت نشستن سوگند یا کند که تغییری در گاه‌شماری ندهد تا اعمال مذهبی به جای خود و در همان سال سیار شمسی اجرا گردد.
مصریان باستان علاوه بر تقویم خورشیدی از نوعی تقویم مذهبی نیز استفاده می‌کردند که مبنای آن حرکت ماه بدور زمین بود. آن‌ها این حرکت را معادل بسیت و نه و نیم (۲۹٫۵) روز می‌دانستند. اهمیت این تقویم در آن بود که با پدیده‌هایی که در آسمان می‌دیدند مانند حرکت و چرخش ستارگان و صور فلکی هماهنگتر بود.
در مصر جشن‌ها و عیدهای مذهبی بسیار بود. هر روز در ماه منسوب به خدایی بود. برخورد نام و روز شمسی و قمری جشن داشت. روز نوزدهم ماه توت یعنی نخستین ماه سال منسوب به توت (ایزد) خدای بزرگ بود و آنهم توت نام داشت که عید ارواح و مردگان محسوب می‌شد.
| شماره. | نام فصلی        | پادشاهی میانه مصر | پادشاهی نو     | به یونانی   | به یونانی         | زبان قبطی | عربی مصری | عربی مصری   |
| شماره. | نام فصلی        | پادشاهی میانه مصر | پادشاهی نو     | اعداد لاتین | اسکریپ یونانی     | زبان قبطی | لاتین     | عربی        |
| ------ | --------------- | ----------------- | -------------- | ----------- | ----------------- | --------- | --------- | ----------- |
| I      | First of Akhet  | Tekh              | Dhwt           | Thoth       | Θώθ               | Thout     | Tout      | توت         |
| II     | Second of Akhet | Menhet            | Pa-n-ip.t      | Phaophi     | Φαωφί/Φαῶφι       | Paopi     | Baba      | بابه        |
| III    | Third of Akhet  | Ḥwt-ḥwr           | Ḥwt-ḥwr        | Athyr       | Ἀθύρ              | Hathor    | Hatour    | هاتور       |
| IV     | Fourth of Akhet | Ka-ḥr-ka          | Ka-ḥr-ka       | Choiak      | Χοιάκ/Χοίακ       | Koiak     | Kiahk     | کیاک (کیهک) |
| V      | First of Peret  | Sf-bdt            | Ta-'b          | Tybi        | Τυβί/Τῦβι         | Tobi      | Touba     | طوبه        |
| VI     | Second of Peret | Rekh wer          | Mḫyr           | Mechir      | Μεχίρ/Μεχείρ      | Meshir    | Amshir    | أمشیر       |
| VII    | Third of Peret  | Rekh neds         | Pa-n-amn-htp.w | Phamenoth   | Φαμενώθ           | Paremhat  | Baramhat  | برمهات      |
| VIII   | Fourth of Peret | Renwet            | Pa-n-rnn.t     | Pharmouthi  | Φαρμουθί/Φαρμοῦθι | Paremoude | Baramouda | برموده      |
| IX     | First of Shemu  | Hnsw              | Pa-n-ḫns.w     | Pachon      | Παχών             | Pashons   | Bashans   | بشنس        |
| X      | Second of Shemu | Hnt-htj           | Pa-n-in.t      | Payni       | Παϋνί/Παῦνι       | Paoni     | Ba'ouna   | بئونه       |
| XI     | Third of Shemu  | Ipt-hmt           | Ipip           | Epiphi      | Ἐπιφί/Ἐπείφ       | Epip      | Abib      | أبیب        |
| XII    | Fourth of Shemu | Wep-renpet        | Msw-r'         | Mesore      | Μεσορή            | Mesori    | Mesra     | مسرا        |